# Vålerenga Fotball 2011
Questa voce raccoglie le informazioni riguardanti il Vålerenga Fotball nelle competizioni ufficiali della stagione 2011.

## Stagione
Il Vålerenga concluse la stagione al 7º posto finale in classifica, mancando quindi la qualificazione per le coppe europee. L'avventura in Norgesmesterskapet si concluse al secondo turno, per mano del Kjelsås.
In Europa League furono invece i greci del PAOK a estromettere il club dalla competizione, al terzo turno di qualificazione della stessa. André Muri fu l'unico calciatore a essere utilizzato in tutti i 36 incontri ufficiali disputati dalla squadra in stagione; Bojan Zajić e Fegor Ogude furono i migliori marcatori assoluti, con 9 reti.

### L'acquisto di Gunnarsson
Il 30 luglio 2011, il Vålerenga annunciò sul proprio sito l'ingaggio dell'attaccante islandese Veigar Páll Gunnarsson, dallo Stabæk. TV2 riportò l'indiscrezione per cui lo Stabæk rifiutò un'offerta da parte del Rosenborg pari a 5.000.000 di corone, mentre la cifra prevista per il trasferimento al Vålerenga era di 1.000.000 per Gunnarsson e, contemporaneamente, di 4.000.000 per il giovane Herman Stengel. Precedentemente, al momento del trasferimento di Gunnarsson allo Stabæk dal Nancy, fu inserita una clausola che permetteva ai francesi di ricavare il 50% degli introiti di una futura cessione del calciatore. I due club norvegesi furono così accusati di aver trovato un espediente per far sì che la cifra intascata dal Nancy fosse più bassa dell'effettivo valore dell'attaccante. Il Nancy reclamò allora la cifra di 250.000 euro (2.500.000 corone), ossia la metà di quanto offrì il Rosenborg per il cartellino di Gunnarsson. Il 17 novembre, il Nancy risolse la sua causa con lo Stabæk ottenendo 1.000.000 di corone.
La Norges Fotballforbund indagò sul trasferimento e multò Vålerenga e Stabæk rispettivamente per 350.000 e 500.000 corone; i dirigenti Erik Loe, Inge André Olsen e Truls Haakonsen furono squalificati per 18 mesi (eccetto Haakonsen, la cui squalifica fu prevista per 12 mesi). La polizia indagò su Vålerenga, Stabæk e Rosenborg, dopo essersi consultata con la commissione d'inchiesta della federazione norvegese. Olsen e Haakonsen furono arrestati in data 30 novembre.

## Maglie e sponsor
Lo sponsor tecnico per la stagione 2011 fu Adidas, mentre lo sponsor ufficiale fu Nordea. La prima divisa era composta da una maglietta blu con inserti rossi, pantaloncini bianchi con inserti rossi e calzettoni rossi con inserti blu. Quella da trasferta era invece completamente bianca, con inserti blu. Infine, la terza divisa era costituita da una maglietta bianca con inserti blu, da pantaloncini e calzettoni blu, con inserti bianchi.
| Casa | Trasferta | Terza Divisa |

## Rosa
| N. |                         | Ruolo | Calciatore          |
| -- | ----------------------- | ----- | ------------------- |
| 1  | Canada (bandiera)       | P     | Lars Hirschfeld     |
| 2  | Norvegia (bandiera)     | D     | Benjamin Dahl Hagen |
| 3  | Norvegia (bandiera)     | D     | Andreas Nordvik     |
| 4  | Norvegia (bandiera)     | D     | André Muri          |
| 5  | Norvegia (bandiera)     | D     | Aleksander Solli    |
| 6  | Norvegia (bandiera)     | D     | Freddy dos Santos   |
| 7  | Svezia (bandiera)       | D     | Fredrik Stoor       |
| 9  | Benin (bandiera)        | A     | Sidoine Oussou      |
| 10 | Norvegia (bandiera)     | C     | Lars Iver Strand    |
| 11 | Norvegia (bandiera)     | A     | Morten Berre        |
| 13 | Nigeria (bandiera)      | A     | Fegor Ogude         |
| 14 | Burkina Faso (bandiera) | A     | Yssouf Koné         |
| 16 | Norvegia (bandiera)     | A     | Håvard Nielsen      |
| 17 | Norvegia (bandiera)     | C     | Mohammed Fellah     |

| N. |                     | Ruolo | Calciatore             |
| -- | ------------------- | ----- | ---------------------- |
| 18 | Islanda (bandiera)  | A     | Veigar Páll Gunnarsson |
| 18 | Ghana (bandiera)    | A     | Isaac Boakye           |
| 19 | Norvegia (bandiera) | C     | Dawda Leigh            |
| 21 | Giamaica (bandiera) | A     | Luton Shelton          |
| 23 | Norvegia (bandiera) | C     | Kristofer Hæstad       |
| 24 | Norvegia (bandiera) | D     | Stefan Strandberg      |
| 26 | Serbia (bandiera)   | C     | Bojan Zajić            |
| 27 | Norvegia (bandiera) | C     | Adnan Haidar           |
| 28 | Norvegia (bandiera) | C     | Harmeet Singh          |
| 30 | Norvegia (bandiera) | C     | Kamer Qaka             |
| 31 | Norvegia (bandiera) | A     | Chuma Anene            |
| 33 | Norvegia (bandiera) | D     | Amin Nouri             |
| 34 | Norvegia (bandiera) | P     | Gudmund Kongshavn      |
| 37 | Norvegia (bandiera) | P     | Gard Aarvik            |

## Calciomercato

### Sessione invernale(dal 01/01 al 31/03)
| Acquisti | Acquisti         | Acquisti   | Acquisti   |
| R.       | Nome             | da         | Modalità   |
| -------- | ---------------- | ---------- | ---------- |
| D        | Aleksander Solli | Løv-Ham    | definitivo |
| D        | Fredrik Stoor    | Fulham     | definitivo |
| A        | Isaac Boakye     | svincolato |            |
| A        | Yssouf Koné      | CFR Cluj   | definitivo |
| A        | Sidoine Oussou   | ASPAC      | definitivo |

| Cessioni | Cessioni           | Cessioni   | Cessioni   |
| R.       | Nome               | a          | Modalità   |
| -------- | ------------------ | ---------- | ---------- |
| P        | Frode Larsen       |            | svincolato |
| D        | Kristian Brix      | Sandefjord | definitivo |
| D        | Birger Madsen      | Start      | definitivo |
| C        | Fredrik Carlsen    | Aalesund   | definitivo |
| C        | Christer Jensen    | Strømmen   | definitivo |
| A        | Mustafa Abdellaoue | Tromsø     | prestito   |
| A        | Bengt Sæternes     | Viking     | definitivo |

### Sessione estiva(dal 01/08 al 31/08)
| Acquisti | Acquisti               | Acquisti | Acquisti   |
| R.       | Nome                   | da       | Modalità   |
| -------- | ---------------------- | -------- | ---------- |
| D        | Benjamin Dahl Hagen    | Follo    | definitivo |
| A        | Veigar Páll Gunnarsson | Stabæk   | definitivo |

| Cessioni | Cessioni      | Cessioni    | Cessioni   |
| R.       | Nome          | a           | Modalità   |
| -------- | ------------- | ----------- | ---------- |
| D        | Amin Nouri    | Start       | definitivo |
| A        | Isaac Boakye  |             | svincolato |
| D        | Luton Shelton | Karabükspor | definitivo |

## Risultati

### Tippeligaen

#### Girone di andata
| Arbitro: | Berntsen (Vang) |

|  |           |                       |
|  | Marcatori | 27’ Nielsen 90’ Zajić |

| Arbitro: | Helgerud (Lier) |

|                     |           |  |
| Ogude 28’ Zajić 61’ | Marcatori |  |

| Arbitro: | Øvrebø (Oslo) |

|                       |           |  |
| Strandberg 38’ (aut.) | Marcatori |  |

| Arbitro: | Hagen (Grue) |

|            |           |              |
| Boakye 81’ | Marcatori | 53’ Knudtzon |

| Arbitro: | Moen (Haugesund) |

|                       |           |  |
| Jamtfall 2’ Prica 30’ | Marcatori |  |

| Arbitro: | Edvartsen (Hamar) |

|  |           |              |
|  | Marcatori | 14’, 75’ Ojo |

| Arbitro: | Sælen (Bergen) |

|                                         |           |          |
| Thomassen 2’ Elyounoussi 19’ Tveter 89’ | Marcatori | 71’ Muri |

| Arbitro: | Skjerven (Kaupanger) |

|              |           |               |
| Nordberg 20’ | Marcatori | 6’ Strandberg |

| Arbitro: | Helgerud (Lier) |

|  |           |               |
|  | Marcatori | 4’, 43’ Angan |

| Arbitro: | Hagen (Grue) |

|  |           |                  |
|  | Marcatori | 22’ (aut.) Olsen |

| Arbitro: | Skjerven (Kaupanger) |

|                       |           |  |
| Nielsen 42’ Zajić 79’ | Marcatori |  |

| Arbitro: | Staberg |

|           |           |          |
| Hagen 56’ | Marcatori | 18’ Muri |

| Arbitro: | Skjerven (Kaupanger) |

|                      |           |  |
| Fellah 42’ Zajić 78’ | Marcatori |  |

| Arbitro: | Berntsen (Vang) |

|  |           |               |
|  | Marcatori | 22’, 73’ Muri |

| Arbitro: | Sælen (Bergen) |

|                    |           |                      |
| Ogude 14’ Koné 88’ | Marcatori | 45’ Sankoh 90’ Keita |

#### Girone di ritorno
| Arbitro: | Skjerven (Kaupanger) |

|                                              |           |          |
| Nystrøm 15’ Andersen 22’ Abdellaoue 49’, 68’ | Marcatori | 1’ Zajić |

| Arbitro: | Staberg |

|  |           |                       |
|  | Marcatori | 71’ (aut.) dos Santos |

| Arbitro: | Hafsås |

|                     |           |           |
| Hoseth 43’ Gatt 61’ | Marcatori | 85’ Singh |

| Arbitro: | Hagen (Grue) |

|           |           |           |
| Fellah 1’ | Marcatori | 48’ Hopen |

| Arbitro: | Staberg |

|  |           |                         |
|  | Marcatori | 52’ Muri 57’ Gunnarsson |

| Arbitro: | Hafsås |

|                               |           |                         |
| Singh 25’ Ogude 50’ Berre 57’ | Marcatori | 44’ Søderlund 89’ Sørum |

| Arbitro: | Berntsen (Vang) |

|                          |           |                 |
| Gunnarsson 12’ Ogude 73’ | Marcatori | 44’ (rig.) Hoff |

| Arbitro: | Edvartsen (Hamar) |

|  |           |             |
|  | Marcatori | 72’ Nielsen |

| Arbitro: | Skjerven (Kaupanger) |

|          |           |  |
| Muri 35’ | Marcatori |  |

| Arbitro: | Hagen (Grue) |

|              |           |                                         |
| Korcsmár 79’ | Marcatori | 21’ Gunnarsson 35’, 90’ Berre 83’ Ogude |

| Arbitro: | Johnsen |

|                                |           |  |
| Zajić 7’, 79’ (rig.) Berre 44’ | Marcatori |  |

| Arbitro: | Moen (Haugesund) |

|                      |           |           |
| Olsen 29’ Larsen 68’ | Marcatori | 24’ Zajić |

| Arbitro: | Staberg |

|           |           |                         |
| Berre 37’ | Marcatori | 23’ Ramberg 61’ Hussain |

| Arbitro: | Skjerven (Kaupanger) |

|                          |           |                     |
| Nordkvelle 71’ Keita 84’ | Marcatori | 65’ (aut.) Andersen |

| Arbitro: | Johansen |

|                                |           |  |
| Anene 5’ dos Santos 67’ (rig.) | Marcatori |  |

### Coppa di Norvegia
| Arbitro: | Bruheim |

|            |           | |
| Jensen 84’ | Marcatori | 5’, 43’, 63’ Boakye 17’, 28’, 74’ Ogude 25’ Fellah 27’ Shelton 56’ Singh 76’ Koné 85’ Strandberg 87’ Zajić |

| Arbitro: | Nilsen |

|                          |           |           |
| Sandell 57’ Akinyemi 74’ | Marcatori | 72’ Singh |

### UEFA Europa League
| Arbitro: | Jovanetić |

|           |           |  |
| Berre 68’ | Marcatori |  |

| Arbitro: | Bubenko |

|  |           |                |
|  | Marcatori | 48’ dos Santos |

| Arbitro: | Vučemilović-Šimunović Jr. |

|  |           |                                |
|  | Marcatori | 72’ Vieirinha 90’ Pablo García |

| Arbitro: | Tohver |

|                                            |           |  |
| Vieirinha 45’ Athanasiadis 49’ Fotakis 58’ | Marcatori |  |

## Statistiche

### Statistiche di squadra
| Competizione      | Punti | In casa | In casa | In casa | In casa | In casa | In casa | In trasferta | In trasferta | In trasferta | In trasferta | In trasferta | In trasferta | Totale | Totale | Totale | Totale | Totale | Totale | DR  |
| Competizione      | Punti | G       | V       | N       | P       | Gf      | Gs      | G            | V            | N            | P            | Gf           | Gs           | G      | V      | N      | P      | Gf     | Gs     | DR  |
| ----------------- | ----- | ------- | ------- | ------- | ------- | ------- | ------- | ------------ | ------------ | ------------ | ------------ | ------------ | ------------ | ------ | ------ | ------ | ------ | ------ | ------ | --- |
| Tippeligaen       | 47    | 15      | 8       | 3       | 4       | 23      | 14      | 15           | 6            | 2            | 7            | 19           | 19           | 30     | 14     | 5      | 11     | 42     | 33     | +9  |
| Coppa di Norvegia | -     | 0       | 0       | 0       | 0       | 0       | 0       | 2            | 1            | 0            | 1            | 13           | 3            | 2      | 1      | 0      | 1      | 13     | 3      | +10 |
| Europa League     | -     | 2       | 1       | 0       | 1       | 1       | 2       | 2            | 1            | 0            | 1            | 1            | 3            | 4      | 2      | 0      | 2      | 2      | 5      | -3  |
| Totale            | -     | 17      | 9       | 3       | 5       | 24      | 16      | 19           | 8            | 2            | 9            | 33           | 25           | 36     | 17     | 5      | 14     | 57     | 41     | +16 |

### Statistiche dei giocatori
| Giocatore     | Tippeligaen | Tippeligaen | Tippeligaen | Tippeligaen | Coppa di Norvegia | Coppa di Norvegia | Coppa di Norvegia | Coppa di Norvegia | Europa League | Europa League | Europa League | Europa League | Totale   | Totale | Totale      | Totale     |
| Giocatore     | Presenze    | Reti        | Ammonizioni | Espulsioni  | Presenze          | Reti              | Ammonizioni       | Espulsioni        | Presenze      | Reti          | Ammonizioni   | Espulsioni    | Presenze | Reti   | Ammonizioni | Espulsioni |
| ------------- | ----------- | ----------- | ----------- | ----------- | ----------------- | ----------------- | ----------------- | ----------------- | ------------- | ------------- | ------------- | ------------- | -------- | ------ | ----------- | ---------- |
| G. Aarvik     | 0           | 0           | 0           | 0           | 0                 | 0                 | 0                 | 0                 | 0             | 0             | 0             | 0             | 0        | 0      | 0           | 0          |
| C. Anene      | 6           | 1           | 1           | 0           | 0                 | 0                 | 0                 | 0                 | 0             | 0             | 0             | 0             | 6        | 1      | 1           | 0          |
| M. Berre      | 20          | 5           | 1           | 0           | 0                 | 0                 | 0                 | 0                 | 3             | 1             | 0             | 0             | 23       | 6      | 1           | 0          |
| I. Boakye     | 7           | 1           | 1           | 0           | 2                 | 3                 | 0                 | 0                 | 0             | 0             | 0             | 0             | 9        | 4      | 1           | 0          |
| F. dos Santos | 23          | 1           | 5           | 0           | 0                 | 0                 | 0                 | 0                 | 4             | 1             | 1             | 0             | 27       | 2      | 6           | 0          |
| M. Fellah     | 24          | 2           | 7           | 0           | 2                 | 1                 | 0                 | 0                 | 4             | 0             | 2             | 0             | 30       | 3      | 9           | 0          |
| B. Hagen      | 10          | 0           | 0           | 0           | 0                 | 0                 | 0                 | 0                 | 0             | 0             | 0             | 0             | 10       | 0      | 0           | 0          |
| V. Gunnarsson | 13          | 3           | 1           | 0           | 0                 | 0                 | 0                 | 0                 | 0             | 0             | 0             | 0             | 13       | 3      | 1           | 0          |
| K. Hæstad     | 24          | 0           | 5           | 0           | 1                 | 0                 | 0                 | 0                 | 1             | 0             | 0             | 0             | 26       | 0      | 5           | 0          |
| A. Haidar     | 10          | 0           | 1           | 0           | 1                 | 0                 | 0                 | 0                 | 1             | 0             | 0             | 0             | 12       | 0      | 1           | 0          |
| L. Hirschfeld | 30          | 0           | 0           | 0           | 1                 | 0                 | 0                 | 0                 | 4             | 0             | 0             | 0             | 35       | 0      | 0           | 0          |
| Y. Koné       | 11          | 1           | 1           | 0           | 2                 | 1                 | 0                 | 0                 | 4             | 0             | 0             | 0             | 17       | 2      | 1           | 0          |
| G. Kongshavn  | 0           | 0           | 0           | 0           | 1                 | 0                 | 0                 | 0                 | 0             | 0             | 0             | 0             | 1        | 0      | 0           | 0          |
| D. Leigh      | 18          | 0           | 2           | 0           | 2                 | 0                 | 0                 | 0                 | 3             | 0             | 0             | 0             | 23       | 0      | 2           | 0          |
| A. Muri       | 30          | 6           | 0           | 0           | 2                 | 0                 | 0                 | 0                 | 4             | 0             | 0             | 0             | 36       | 6      | 0           | 0          |
| H. Nielsen    | 28          | 3           | 0           | 0           | 1                 | 0                 | 0                 | 0                 | 4             | 0             | 0             | 0             | 33       | 3      | 0           | 0          |
| F. Ogude      | 25          | 6           | 10          | 0           | 1                 | 3                 | 0                 | 0                 | 4             | 0             | 1             | 0             | 30       | 9      | 11          | 0          |
| S. Oussou     | 2           | 0           | 2           | 0           | 0                 | 0                 | 0                 | 0                 | 0             | 0             | 0             | 0             | 2        | 0      | 2           | 0          |
| K. Qaka       | 1           | 0           | 0           | 0           | 0                 | 0                 | 0                 | 0                 | 0             | 0             | 0             | 0             | 1        | 0      | 0           | 0          |
| L. Shelton    | 10          | 0           | 1           | 0           | 2                 | 1                 | 0                 | 0                 | 0             | 0             | 0             | 0             | 12       | 1      | 1           | 0          |
| H. Singh      | 27          | 2           | 5           | 0           | 2                 | 2                 | 0                 | 0                 | 4             | 0             | 1             | 0             | 33       | 4      | 6           | 0          |
| A. Solli      | 7           | 0           | 0           | 0           | 1                 | 0                 | 0                 | 0                 | 0             | 0             | 0             | 0             | 8        | 0      | 0           | 0          |
| F. Stoor      | 15          | 0           | 3           | 1           | 1                 | 0                 | 0                 | 0                 | 2             | 0             | 1             | 0             | 18       | 0      | 4           | 1          |
| L. Strand     | 0           | 0           | 0           | 0           | 0                 | 0                 | 0                 | 0                 | 0             | 0             | 0             | 0             | 0        | 0      | 0           | 0          |
| S. Strandberg | 26          | 1           | 4           | 0           | 2                 | 1                 | 0                 | 0                 | 4             | 0             | 1             | 0             | 32       | 2      | 5           | 0          |
| B. Zajić      | 28          | 8           | 4           | 0           | 2                 | 1                 | 0                 | 0                 | 4             | 0             | 0             | 0             | 34       | 9      | 4           | 0          |